# Gare des Girarmes
La gare des Girarmes est une halte ferroviaire française, fermée et disparue, de la ligne de Moret - Veneux-les-Sablons à Lyon-Perrache. Elle était située au passage à niveau n°89, sur la route départementale 243 , au hameau Des Girarmes, sur le territoire de la commune de Tracy-sur-Loire, dans le département de la Nièvre, en région Bourgogne-Franche-Comté.
En service en 1985, ses dates d'ouverture et de fermeture sont inconnues.

## Situation ferroviaire
Établie à 157 mètres d'altitude, la halte des Girarmes était située au point kilométrique (PK) 209,402 (PN89) de la ligne de Moret - Veneux-les-Sablons à Lyon-Perrache, entre les gares ouvertes de Tracy - Sancerre et de Pouilly-sur-Loire,.

## Histoire
Ancienne halte voyageurs, c'est, en 1985, un point d'arrêt non géré (PANG), fermé au service des marchandises, de la Société nationale des chemins de fer français (SNCF). L'arrêt était encore désservi en 2007 par les TER Bourgogne Nevers- Cosne.